# 飯綱町
飯綱町（いいづなまち）は、長野県北部（北信地方）にある上水内郡の町。信州リンゴの大産地である。

## 地理

### 隣接している自治体
- 長野市
- 中野市
- 上水内郡信濃町

## 歴史
- 2005年（平成17年）10月1日 - 上水内郡牟礼村・三水村が合併し発足。
- 2007年（平成19年）7月16日 - 新潟県中越沖地震で町内の芋川で震度6強を観測する。
- 2008年（平成20年）4月21日 - 埼玉県志木市と「大規模災害時における相互応援に関する協定」を締結。
- 2011年（平成23年）11月3日 - 千葉県香取郡東庄町と「大規模災害時における相互応援に関する協定」を締結。

## 人口
| |                                        |  |
| 飯綱町と全国の年齢別人口分布（2005年） | 飯綱町の年齢・男女別人口分布（2005年） |  |
| ■紫色 ― 飯綱町 ■緑色 ― 日本全国 | ■青色 ― 男性 ■赤色 ― 女性              |  |
| 飯綱町（に相当する地域）の人口の推移 \| 1970年（昭和45年） \| 12,473人 \| \| \| 1975年（昭和50年） \| 12,032人 \| \| \| 1980年（昭和55年） \| 12,000人 \| \| \| 1985年（昭和60年） \| 12,462人 \| \| \| 1990年（平成2年） \| 12,830人 \| \| \| 1995年（平成7年） \| 13,292人 \| \| \| 2000年（平成12年） \| 13,062人 \| \| \| 2005年（平成17年） \| 12,504人 \| \| \| 2010年（平成22年） \| 11,865人 \| \| \| 2015年（平成27年） \| 11,063人 \| \| \| 2020年（令和2年） \| 10,296人 \| \| |                                        |  |
| 総務省統計局 国勢調査より |                                        |  |
| 1970年（昭和45年） | 12,473人                               |  |
| 1975年（昭和50年） | 12,032人                               |  |
| 1980年（昭和55年） | 12,000人                               |  |
| 1985年（昭和60年） | 12,462人                               |  |
| 1990年（平成2年） | 12,830人                               |  |
| 1995年（平成7年） | 13,292人                               |  |
| 2000年（平成12年） | 13,062人                               |  |
| 2005年（平成17年） | 12,504人                               |  |
| 2010年（平成22年） | 11,865人                               |  |
| 2015年（平成27年） | 11,063人                               |  |
| 2020年（令和2年） | 10,296人                               |  |

## 町政

### 町長
- 現職（3代）町長：峯村勝盛（2013年10月30日就任、2期目）

歴代町長
- 初代：遠山秀吉（2005年10月 - 2009年10月29日 1期）旧牟礼村長
- 2代：相澤龍右（2009年10月30日 - 2013年10月29日 1期）

### 町議会
- 定数：15人
- 任期：2021年10月30日 - 2025年10月29日

| 議長   | 副議長   |
| ------ | -------- |
| 青山弘 | 原田幸長 |

## 経済

### 産業
町内の産業は、農業が中心である。主な農産物は、米のほか、リンゴが有名で、全国のリンゴ出荷量のおよそ1.28%を出荷している。リンゴ農家により、廃校でのシードル製造も行われている。
その他、ブドウ、モモ、ナシなどが生産されている。野菜は町の西部標高900mぐらいのところでレタスやキャベツなどの高原野菜が生産されている。1990年代に観光農園企業を誘致し、農産物やワインやジャムなどの農産加工品の生産を行っており、その製品は町内だけでなく長野県下のみやげ物品店や日本全国の百貨店などに卸されている。
商業は、国道18号沿いの深沢地籍、北国街道沿いの牟礼宿を基にした本町地籍、しなの鉄道北しなの線牟礼駅を中心にした栄町地籍で一定規模の商店街を形成しているほか、町内に商店が点在している。工業もいくつかある。
観光は、町の西部にある「いいづなリゾート」を中心に、観光農園、ゴルフ場、ワイナリーなどがある。

## 郵便局
牟礼郵便局、三水郵便局、高岡郵便局、福井団地簡易郵便局がある。集配業務は信濃町郵便局（信濃町）が担当する。

## 教育
小学校
- 牟礼小学校
- 三水小学校

中学校
- 飯綱中学校

高等学校
- 長野県北部高等学校

## 施設
- JAながの飯綱支部
- いいづな歴史ふれあい館
- 飯綱町町民会館
- 飯綱町立飯綱病院
- いいづなコネクト東（旧三水第二小学校を改装して、おもに町外企業のリモート・オフィス）[4]
- いいづなコネクト西（旧牟礼第二小学校を改装して、おもに町内・町外スポーツ団体の屋外・屋内の宿泊練習場）

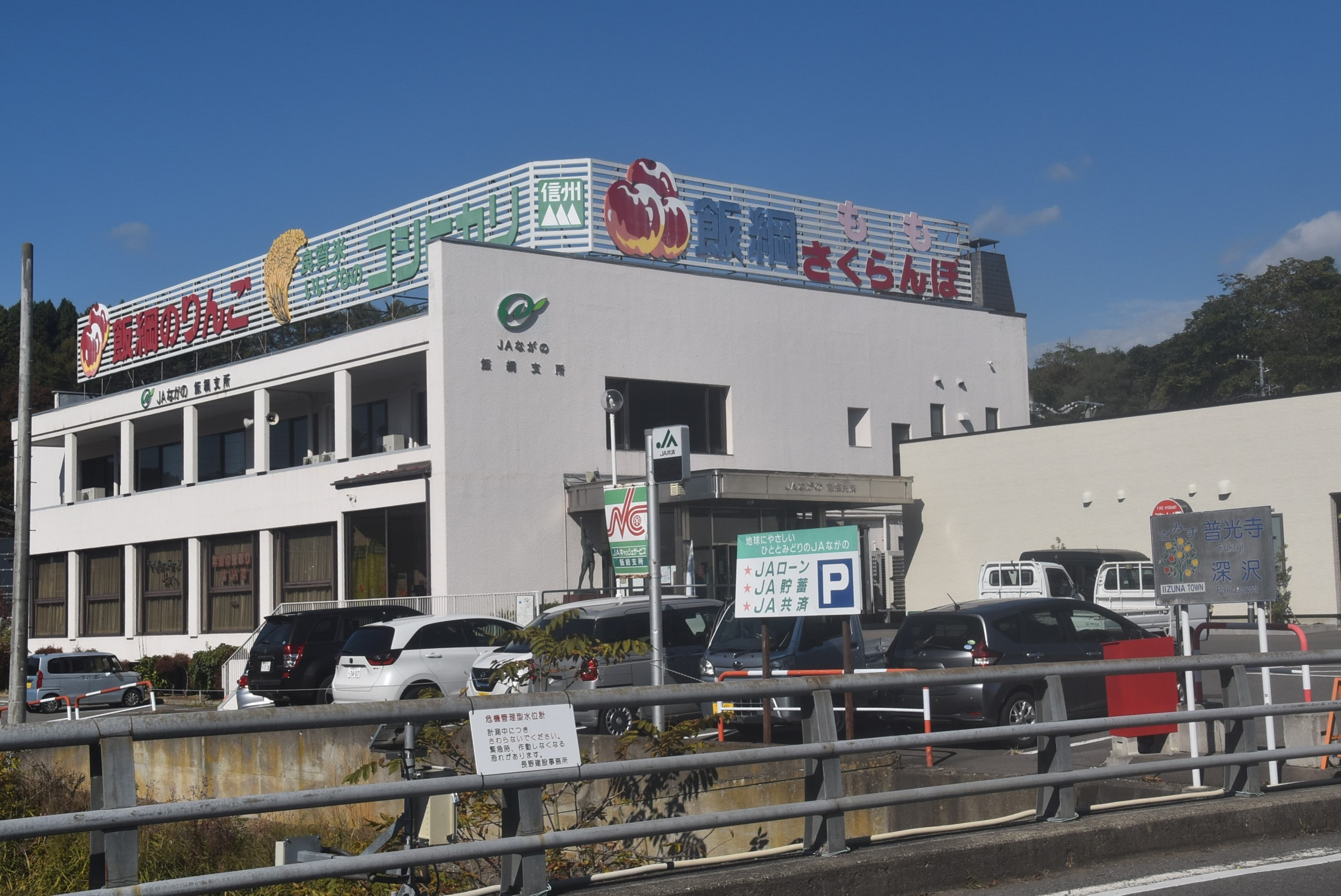
JAながの飯綱支部
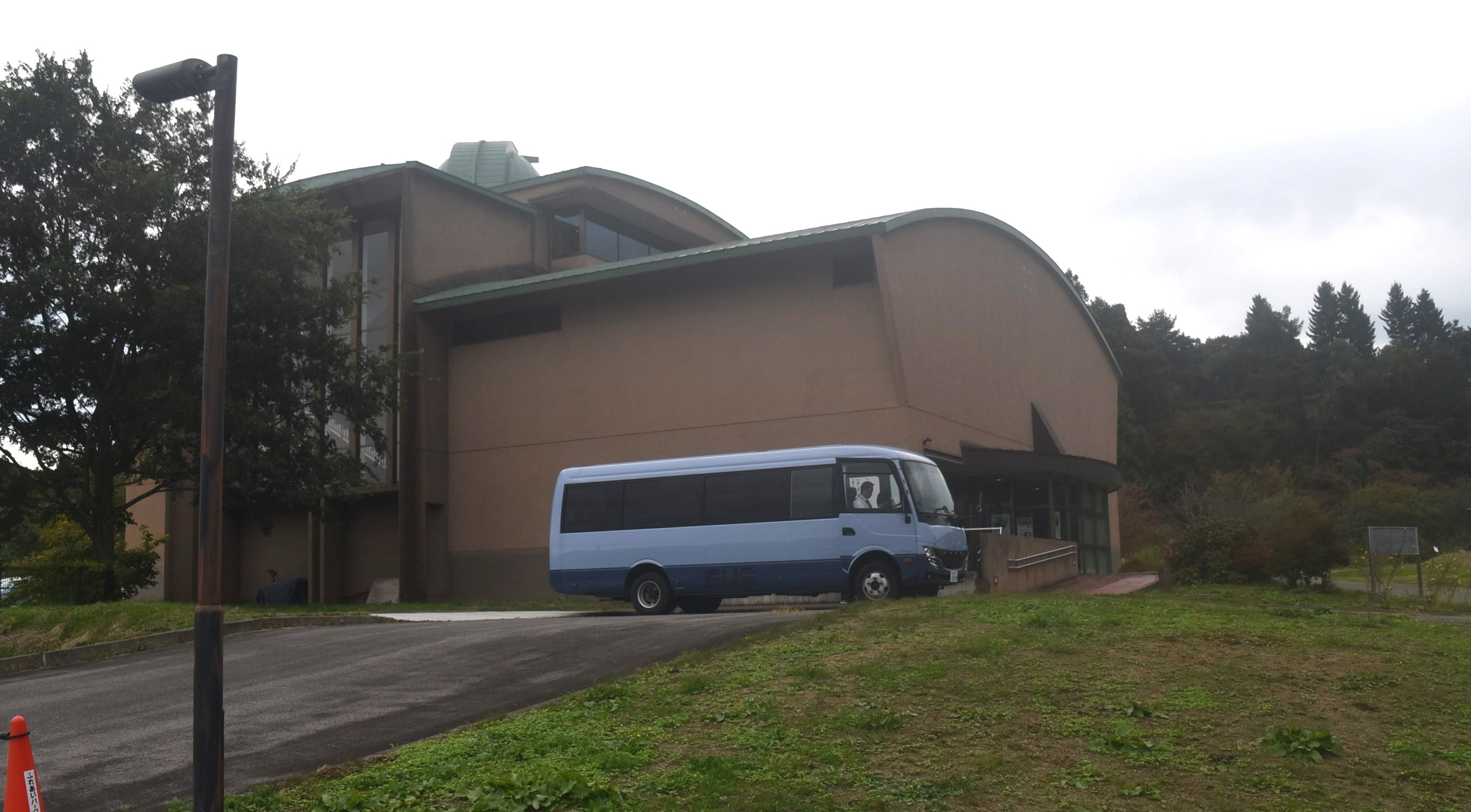
いいづな歴史ふれあい館
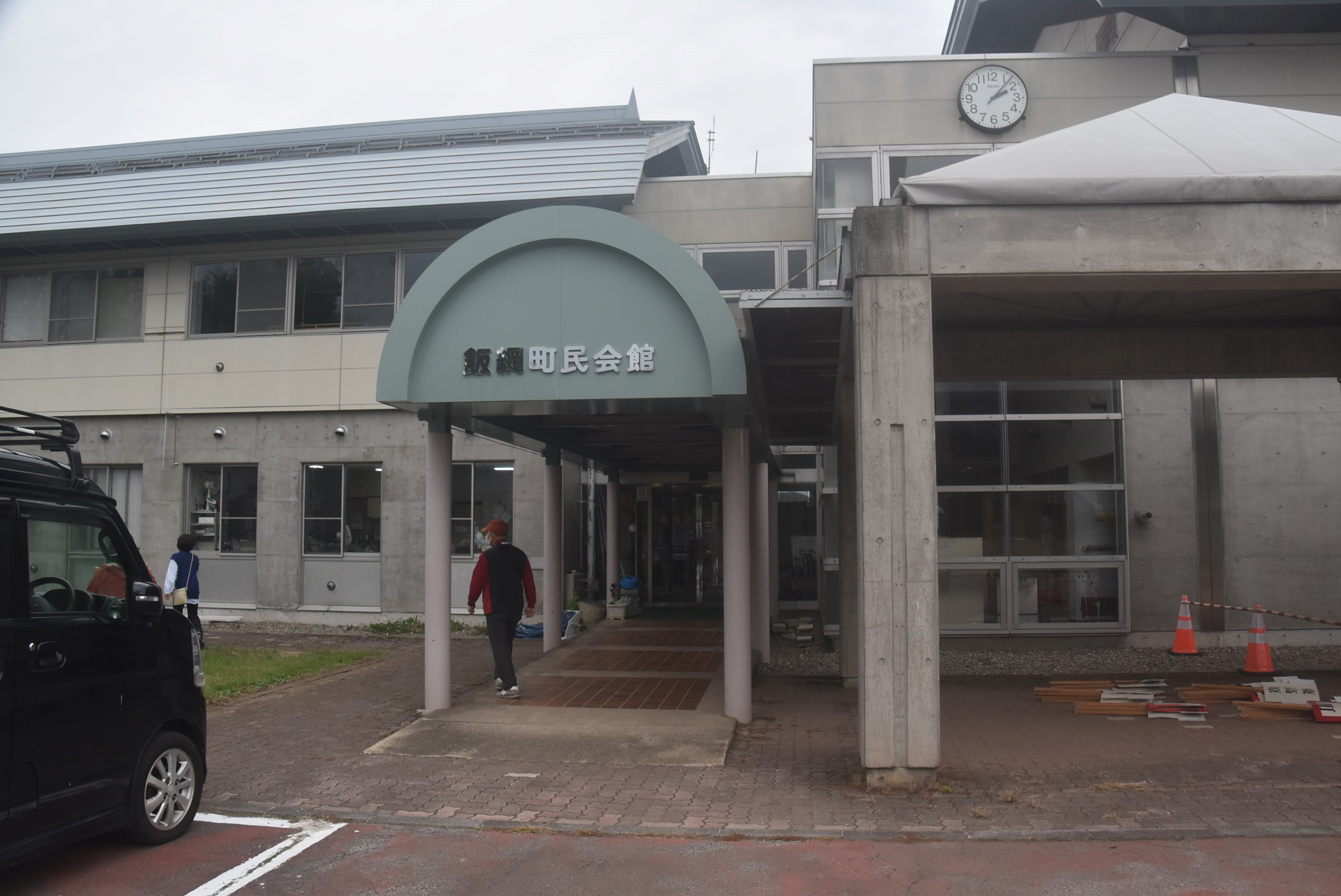
飯綱町町民会館
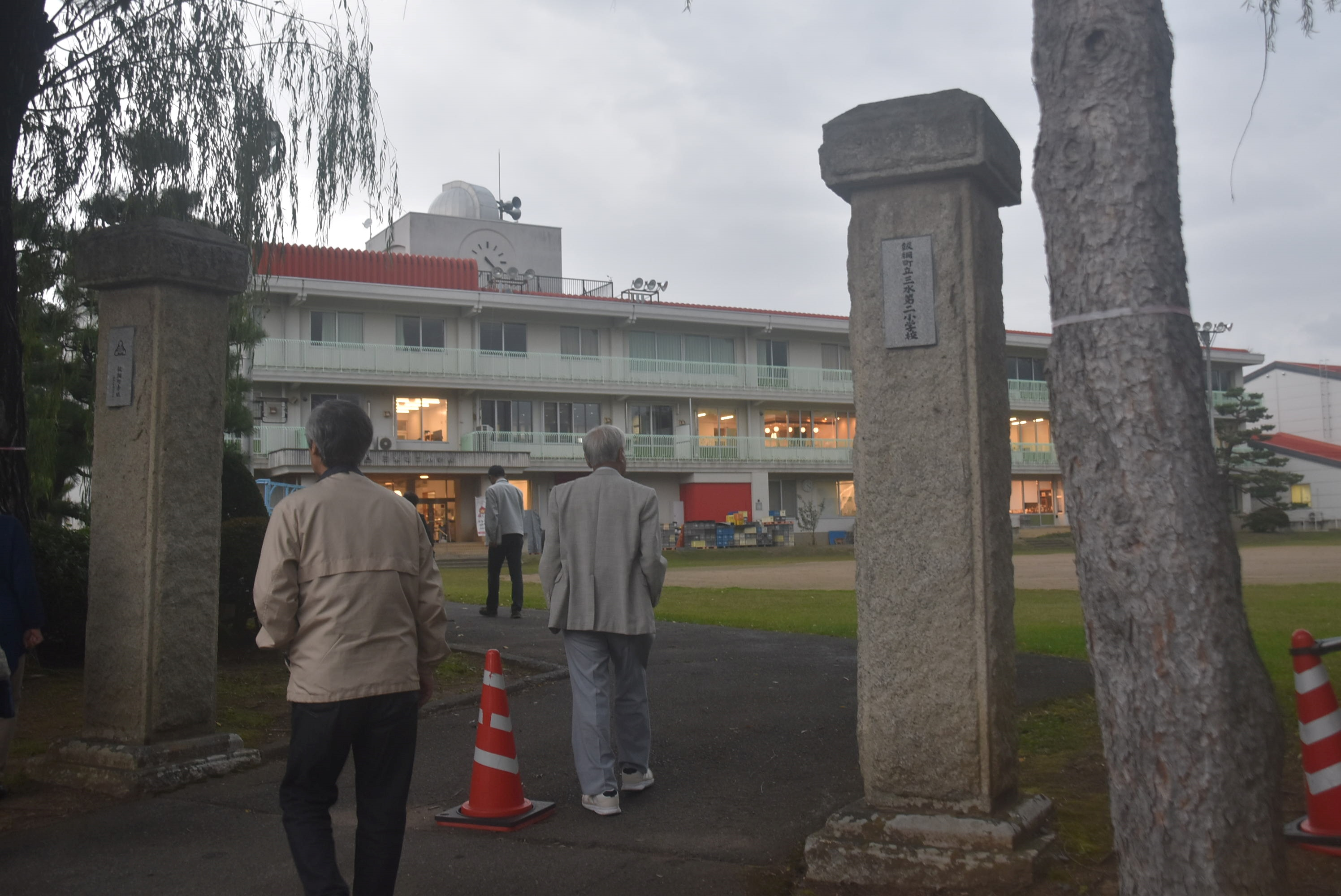
いいづなコネクトEast
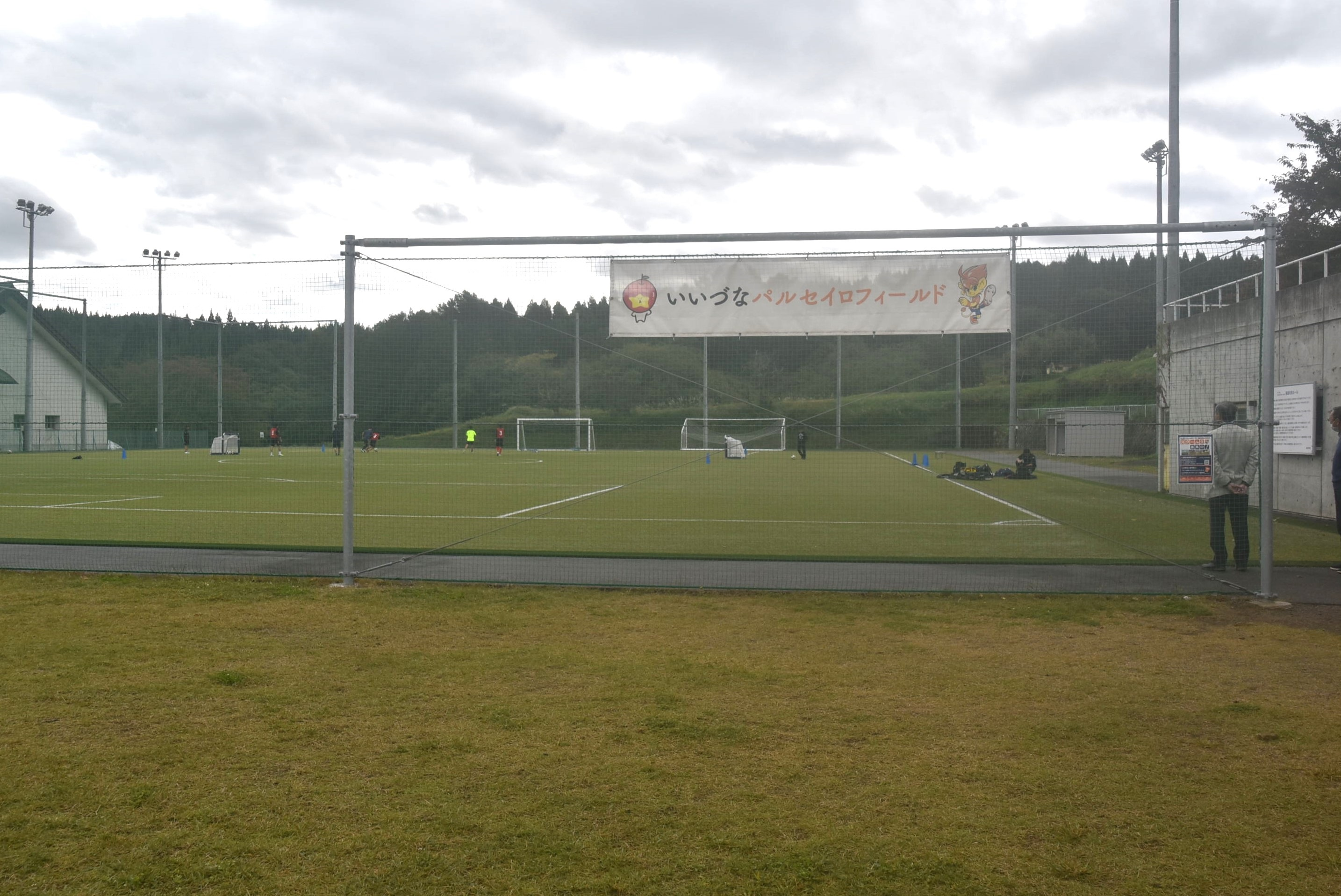
いいづなコネクトWest

## 交通

### 鉄道
- しなの鉄道北しなの線

牟礼駅

### バス
- 長電バス 牟礼線など。

### 道路
高速道路
- 上信越自動車道（町の北部を東西に通過している。ICは設置されていない）

国道
- 国道18号

県道（主要地方道）
- 長野県道37号長野信濃線
- 長野県道60号長野荒瀬原線
- 長野県道96号飯山妙高高原線

その他の道路
- 上水内北部広域農道（北信五岳道路）

## 名所・旧跡、観光スポット、祭事・催事

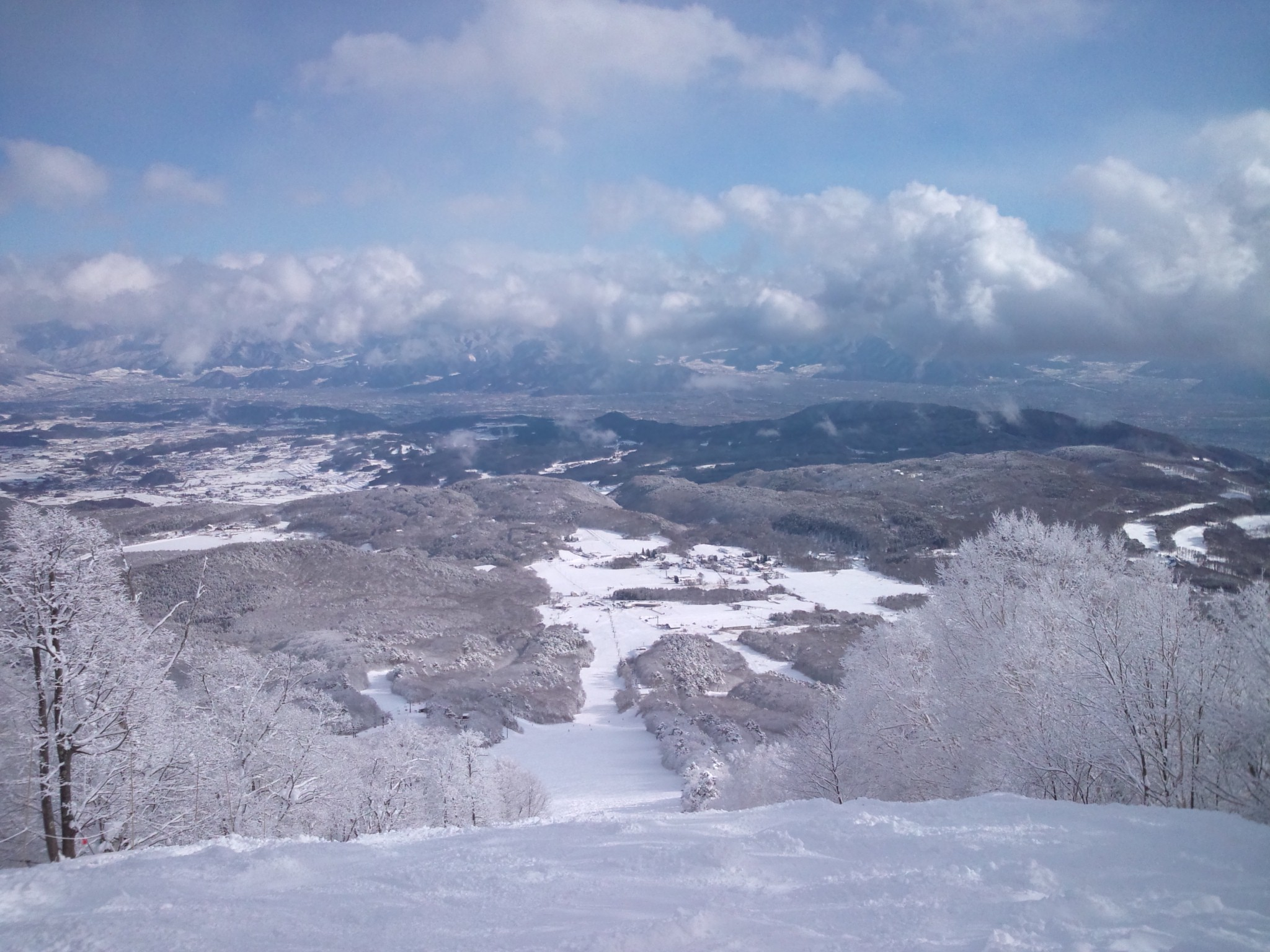
いいづなリゾートスキー場

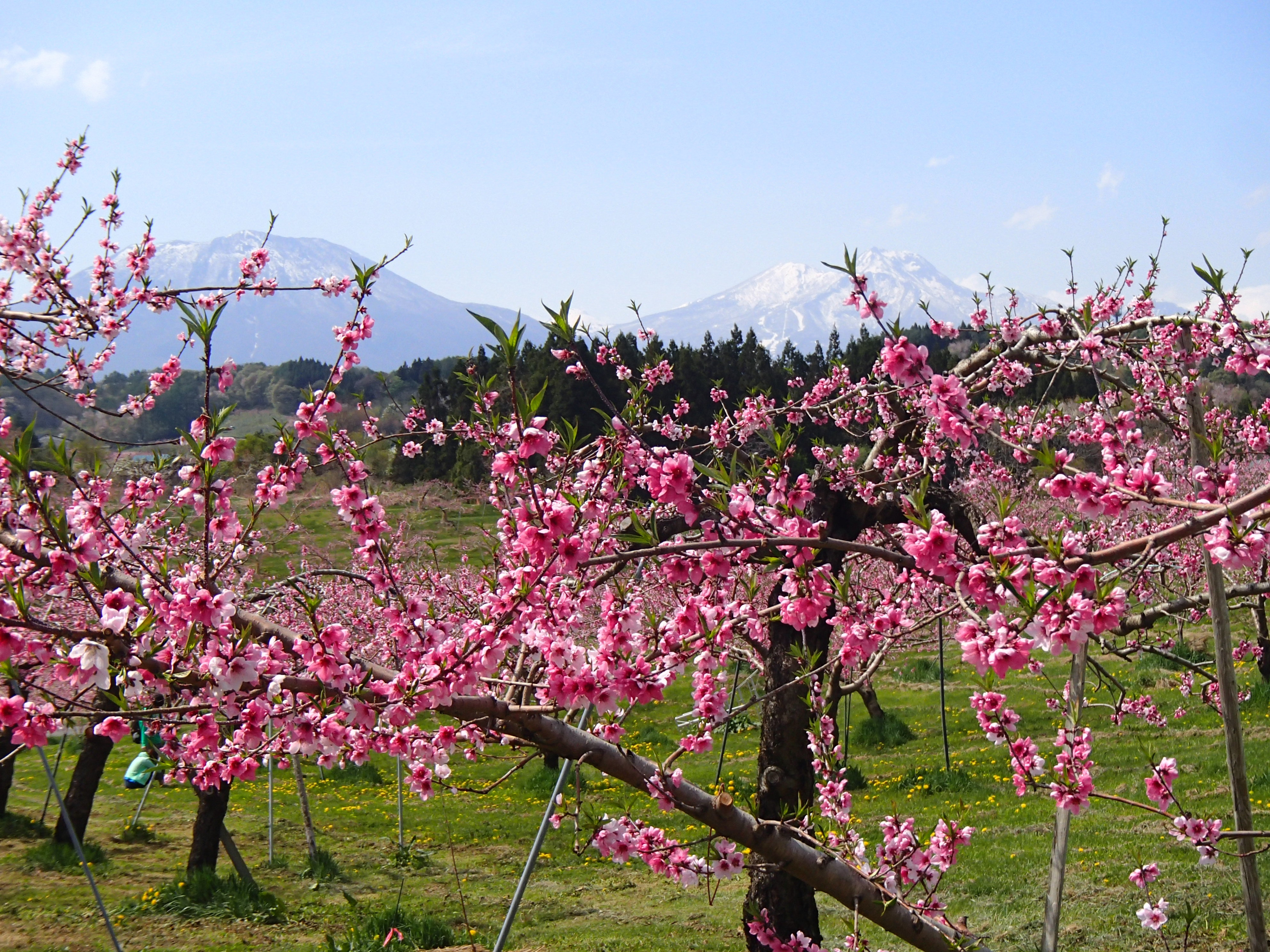
丹霞郷。奥に黒姫山と妙高山を望む。

- 牟礼宿
- 芋川城（若宮城）
- 鼻見城
- 矢筒城
- 牟礼神社御柱祭
- 高岡神社
- 大宮神社
- 芋川神社秋季例大祭
- 飯綱高原（飯綱東高原）
- いいづなリゾートスキー場
- 飯綱高原ゴルフコース
- 丹霞郷
- 庚申塚古墳
- むれ水芭蕉園
- 地蔵久保のオオヤマザクラ（長野県天然記念物）
- 袖之山のシダレザクラ（長野県天然記念物）
- 飯縄山（飯綱山）
- 斑尾山
- 髻山
- 霊仙寺湖
- 逆谷地湿原
- むれ温泉天狗の館
- サンクゼール・ワイナリー＆店舗
- いいづなアップルミュージアム[5]
- 苔翁寺の山門と仁王像 (文化遺産) [6]
- 武州加州道中堺牌 [7]

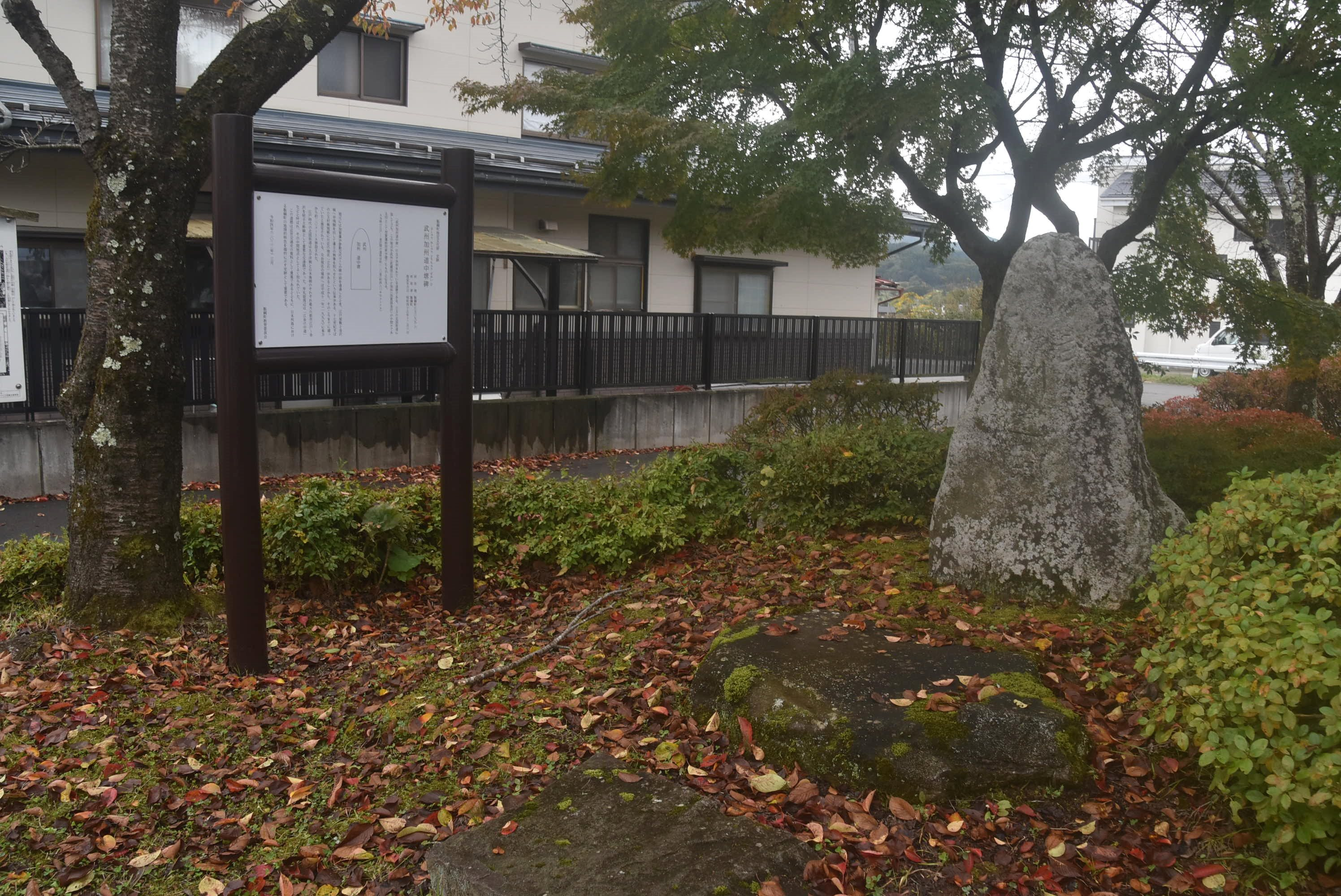
武州加州道中堺牌
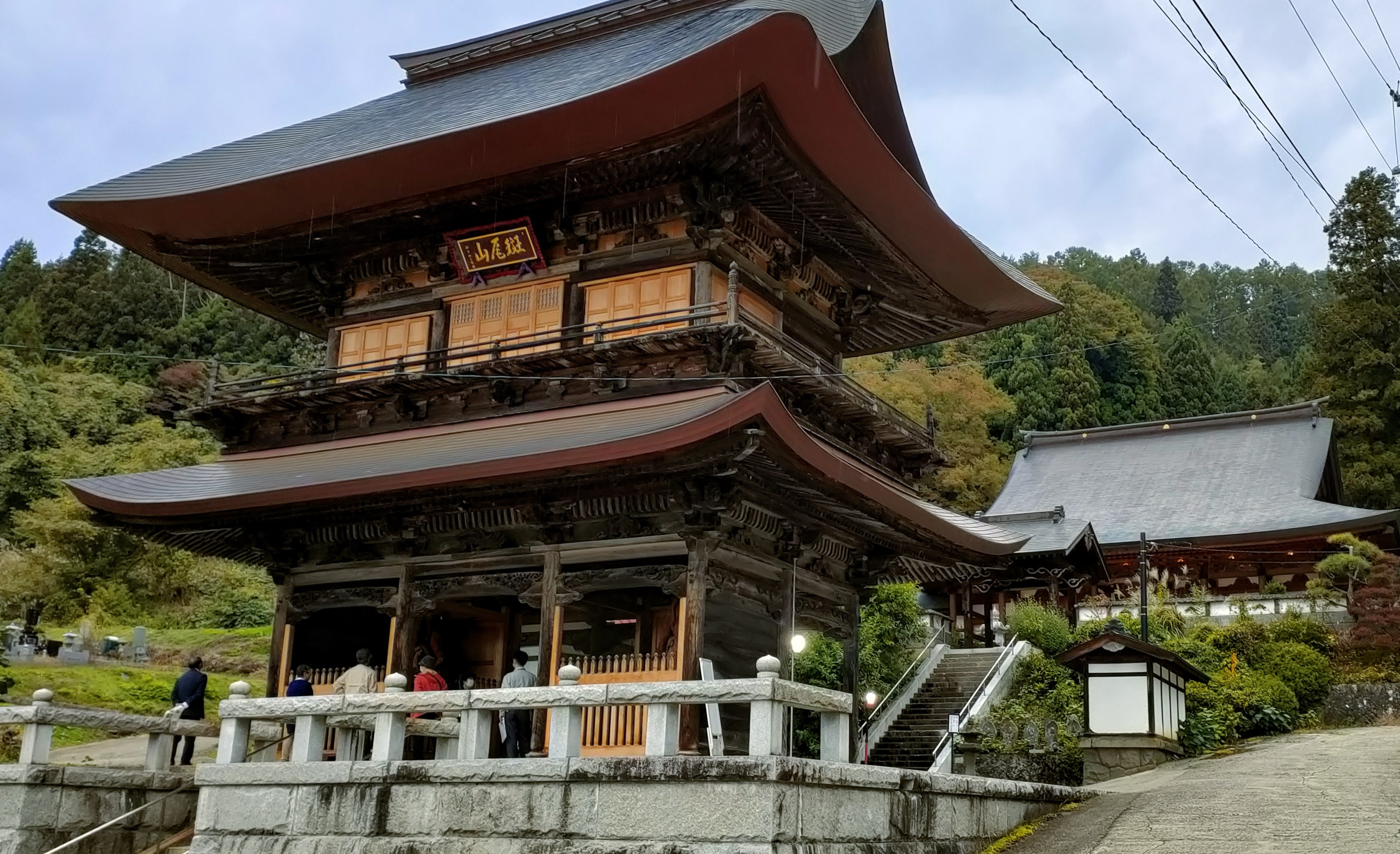
苔翁寺の山門(飯綱町文化遺産)
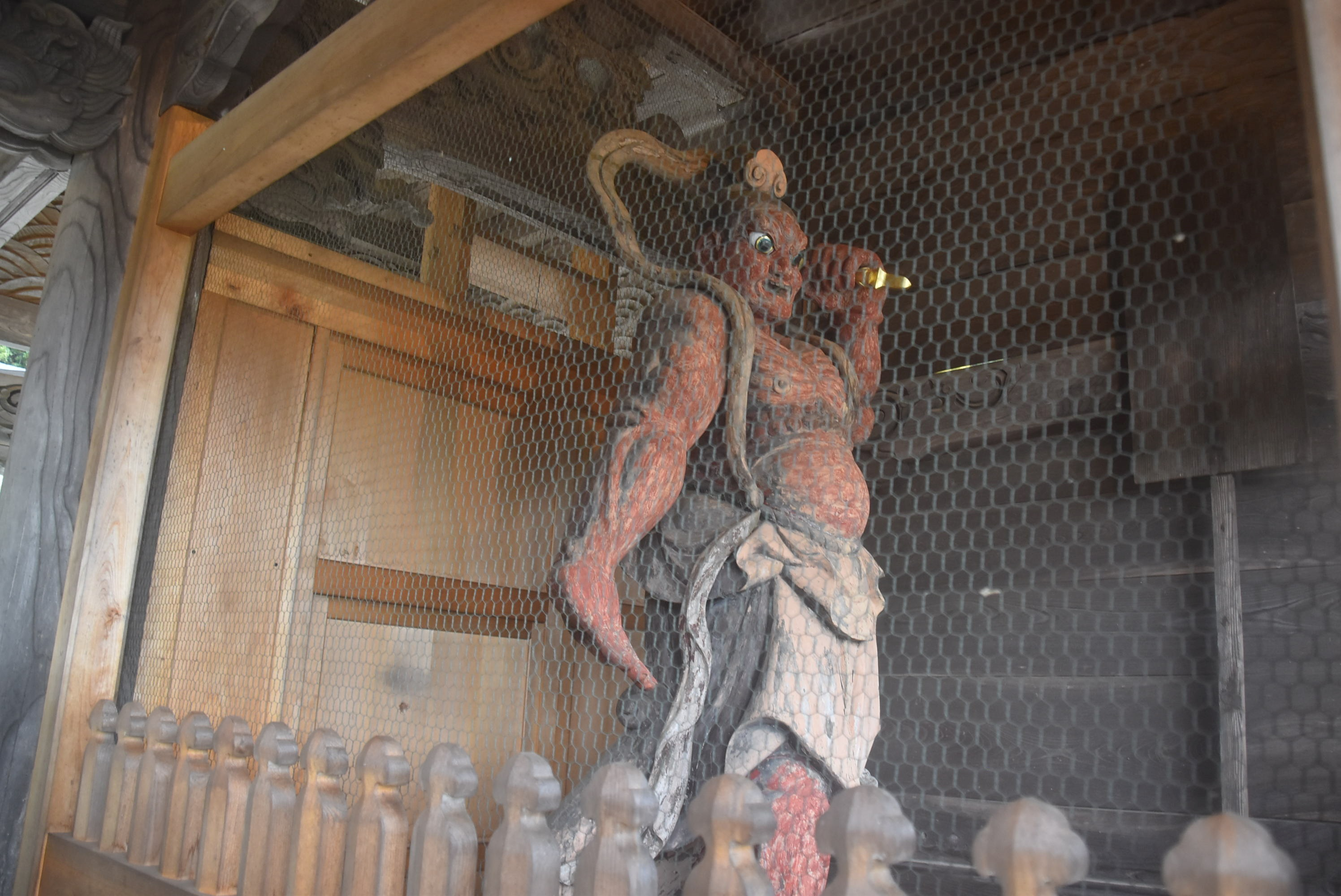
苔翁寺の仁王像

## 出身著名人
- 小林次郎（貴族院書記官長・参議院事務総長）
- 高野成雄（長野県における初期養蚕業の功労者）
- 龍野右忠（実業家）

## 飯綱町を撮影した作品
・映画「ぬくもりの内側」 エピソード３（2023年 イオンエンターテイメント、白石美帆、三田佳子、渡辺裕之、島田順司、音無美紀子）